# Carlos Zambrano
Carlos Augusto Zambrano Ochandarte (Callao, 10 juli 1989) is een Peruviaans betaald voetballer die bij voorkeur als verdediger of verdedigende middenvelder speelt. Hij verruilde in augustus 2012 FC Schalke 04 voor Eintracht Frankfurt. Zambrano debuteerde in 2008 in het Peruviaans voetbalelftal.

## Clubcarrière
Zambrano speelde van 2000 tot 2006 in de jeugd van Academia Deportiva Cantolao, in zijn geboortestad. Vervolgens haalde Schalke 04 hem op zestienjarige leeftijd naar Duitsland. Hij begon bij zijn nieuwe club in het team voor spelers onder 19 jaar. Tijdens het seizoen 2008/09 werd Zambrano toegevoegd aan de selectie van het eerste elftal. Hij speelde daarvoor geen enkele wedstrijd dat seizoen, maar zat wel een aantal keer op de reservebank. Zambrano debuteerde een jaar later daadwerkelijk in het eerste elftal van Schalke en speelde dat seizoen in zestien competitieduels. Schalke verhuurde hem in de zomer van 2010 voor twee seizoenen aan het dan net naar de Bundesliga gepromoveerde FC St. Pauli. In zijn tweede jaar daar speelde hij met de club in de 2. Bundesliga. In de zomer van 2012 maakte Zambrano de overstap naar Eintracht Frankfurt, waar hij in de seizoenen 2012/13 en 2013/14 dertig competitiewedstrijden speelde.

## Interlandcarrière
Zambrano maakte op zijn zestiende deel uit van de Peruviaanse ploeg op het wereldkampioenschap voetbal onder 17 in 2005. Daarna speelde hij twee interlands voor Peru onder 20. Zambrano maakte op 26 maart 2008 zijn debuut in het Peruviaans voetbalelftal in een wedstrijd tegen Costa Rica, die met 3–1 gewonnen werd, met Zambrana als een van de doelpuntenmakers. In 2008 en 2009 speelde hij voor Peru tien interlands in het onsuccesvolle kwalificatietoernooi voor het wereldkampioenschap voetbal 2010; ook speelde hij zeven wedstrijden in het kwalificatietoernooi voor het WK 2014, maar ook nu kwalificeerde Peru zich niet voor de eindronde in Brazilië. In mei 2015 werd Zambrano opgenomen in de selectie voor de Copa América 2015, zijn eerste interlandtoernooi.

## Clubstatistieken
| Seizoen | Club                | Wedstrijden | Doelpunten | Competitie    |
| ------- | ------------------- | ----------- | ---------- | ------------- |
| 2009/10 | FC Schalke 04       | 16          | 0          | Bundesliga    |
| 2010/11 | → FC St. Pauli      | 20          | 1          | Bundesliga    |
| 2011/12 | → FC St. Pauli      | 10          | 0          | 2. Bundesliga |
| 2012/13 | Eintracht Frankfurt | 30          | 0          | Bundesliga    |
| 2013/14 | Eintracht Frankfurt | 30          | 0          | Bundesliga    |
| 2014/15 | Eintracht Frankfurt | 17          | 0          | Bundesliga    |
| 2015/16 | Eintracht Frankfurt | 4           | 0          | Bundesliga    |
| Totaal  |                     | 127         | 1          |               |